# Grande Prêmio de Mônaco de 1992
Resultados do Grande Prêmio de Mônaco de Fórmula 1 realizado em Montecarlo em 31 de maio de 1992. Sexta etapa do campeonato, foi vencido pelo brasileiro Ayrton Senna, da McLaren-Honda, que subiu ao pódio ladeado por Nigel Mansell e Riccardo Patrese, pilotos da Williams-Renault.

## Resumo
- Ayrton Senna conquistou sua quinta vitória no GP de Mônaco e se igualou a Graham Hill como Mister Mônaco.[2]
- Única prova que a Andrea Moda conseguiu qualificar com o seu 1° piloto Roberto Pupo Moreno, que abandonou

## Classificação da prova

### Pré-classificação
| Pos.    | Nº | Piloto           | Construtor            | Tempo     | Dif.        |
| ------- | -- | ---------------- | --------------------- | --------- | ----------- |
| 1       | 9  | Michele Alboreto | Footwork-Mugen/Honda  | 1:25.413  | —           |
| 2       | 29 | Bertrand Gachot  | Larrousse-Lamborghini | 1:25.980  | + 0.567     |
| 3       | 34 | Roberto Moreno   | Andrea Moda-Judd      | 1:27.186  | + 1.773     |
| 4       | 14 | Andrea Chiesa    | Fondmetal-Ford        | 1:27.756  | + 2.343     |
| DNPQ    | 30 | Ukyo Katayama    | Larrousse-Lamborghini | 1:28.310  | + 2.897     |
| DNPQ    | 35 | Perry McCarthy   | Andrea Moda-Judd      | 17:05.924 | + 15:35.511 |
| Fontes: |    |                  |                       |           |             |

### Treinos
| Pos.    | Nº | Piloto               | Construtor            | Q1       | Q2       | Dif.    |
| ------- | -- | -------------------- | --------------------- | -------- | -------- | ------- |
| 1       | 5  | Nigel Mansell        | Williams-Renault      | 1:20.714 | 1:19.495 | —       |
| 2       | 6  | Riccardo Patrese     | Williams-Renault      | 1:22.309 | 1:20.368 | + 0.873 |
| 3       | 1  | Ayrton Senna         | McLaren-Honda         | 1:21:467 | 1:20.608 | + 1.113 |
| 4       | 27 | Jean Alesi           | Ferrari               | 1:22.942 | 1:20.895 | + 1.400 |
| 5       | 2  | Gerhard Berger       | McLaren-Honda         | 1:22.359 | 1:21.224 | + 1.729 |
| 6       | 19 | Michael Schumacher   | Benetton-Ford         | 1:23.150 | 1:21.831 | + 2.336 |
| 7       | 20 | Martin Brundle       | Benetton-Ford         | 1:23.872 | 1:22.068 | + 2.573 |
| 8       | 28 | Ivan Capelli         | Ferrari               | 1:23.813 | 1:22.119 | + 2.624 |
| 9       | 12 | Johnny Herbert       | Lotus-Ford            | 1:25.979 | 1:22.579 | + 3.084 |
| 10      | 4  | Andrea de Cesaris    | Tyrrell-Ilmor         | 1:23.552 | 1:22.647 | + 3.152 |
| 11      | 9  | Michele Alboreto     | Footwork-Mugen/Honda  | 1:23.774 | 1:22.671 | + 3.176 |
| 12      | 24 | Gianni Morbidelli    | Minardi-Lamborghini   | 1:24.567 | 1:22.733 | + 3.238 |
| 13      | 33 | Maurício Gugelmin    | Jordan-Yamaha         | 1:24.235 | 1:22.863 | + 3.368 |
| 14      | 11 | Mika Häkkinen        | Lotus-Ford            | 1:25.809 | 1:22.886 | + 3.391 |
| 15      | 29 | Bertrand Gachot      | Larrousse-Lamborghini | 1:23.606 | 1:23.122 | + 3.627 |
| 16      | 16 | Karl Wendlinger      | March-Ilmor           | 1:23.978 | 1:23.264 | + 3.769 |
| 17      | 23 | Christian Fittipaldi | Minardi-Lamborghini   | 1:25.561 | 1:23.487 | + 3.992 |
| 18      | 22 | Pierluigi Martini    | Dallara-Ferrari       | 1:25.665 | 1:23.508 | + 4.013 |
| 19      | 10 | Aguri Suzuki         | Footwork-Mugen/Honda  | 1:24.340 | 1:23.641 | + 4.146 |
| 20      | 21 | J. J. Lehto          | Dallara-Ferrari       | 1:25.050 | 1:23.862 | + 4.367 |
| 21      | 32 | Stefano Modena       | Jordan-Yamaha         | 1:23.890 | 1:23.909 | + 4.395 |
| 22      | 25 | Thierry Boutsen      | Ligier-Renault        | 1:25.222 | 1:23.909 | + 4.414 |
| 23      | 26 | Erik Comas           | Ligier-Renault        | 1:24.816 | 1:23.974 | + 4.479 |
| 24      | 3  | Olivier Grouillard   | Tyrrell-Ilmor         | 1:24.533 | 1:23.990 | + 4.495 |
| 25      | 15 | Gabriele Tarquini    | Fondmetal-Ford        | 1:25.614 | 1:24.479 | + 4.984 |
| 26      | 34 | Roberto Moreno       | Andrea Moda-Judd      | 1:25.185 | 1:24.945 | + 5.450 |
| DNQ     | 7  | Eric van de Poele    | Brabham-Judd          | 1:25.702 | 1:24.981 | + 5.486 |
| DNQ     | 8  | Damon Hill           | Brabham-Judd          | 1:26.889 | 1:25.394 | + 5.899 |
| DNQ     | 14 | Andrea Chiesa        | Fondmetal-Ford        | 1:27.140 | 1:25.660 | + 6.165 |
| DNQ     | 17 | Paul Belmondo        | March-Ilmor           | 1:26.501 | 1:25.750 | + 6.255 |
| Fontes: |    |                      |                       |          |          |         |

### Corrida
| Pos.    | Nº | Piloto               | Construtor           | Voltas | Tempo/Diferença | Grid | Pontos |
| ------- | -- | -------------------- | -------------------- | ------ | --------------- | ---- | ------ |
| 1       | 1  | Ayrton Senna         | McLaren-Honda        | 78     | 1:50:59.372     | 3    | 10     |
| 2       | 5  | Nigel Mansell        | Williams-Renault     | 78     | + 0.215         | 1    | 6      |
| 3       | 6  | Riccardo Patrese     | Williams-Renault     | 78     | + 31.843        | 2    | 4      |
| 4       | 19 | Michael Schumacher   | Benetton-Ford        | 78     | + 39.294        | 4    | 3      |
| 5       | 20 | Martin Brundle       | Benetton-Ford        | 78     | + 1:21.347      | 7    | 2      |
| 6       | 29 | Bertrand Gachot      | Venturi-Lamborghini  | 77     | + 1 volta       | 15   | 1      |
| 7       | 9  | Michele Alboreto     | Footwork-Mugen/Honda | 77     | + 1 volta       | 11   |        |
| 8       | 23 | Christian Fittipaldi | Minardi-Lamborghini  | 77     | + 1 volta       | 17   |        |
| 9       | 21 | J. J. Lehto          | Dallara-Ferrari      | 76     | + 2 voltas      | 20   |        |
| 10      | 26 | Erik Comas           | Ligier-Renault       | 76     | + 2 voltas      | 23   |        |
| 11      | 10 | Aguri Suzuki         | Footwork-Mugen/Honda | 76     | + 2 voltas      | 19   |        |
| 12      | 25 | Thierry Boutsen      | Ligier-Renault       | 75     | + 3 voltas      | 22   |        |
| Ret     | 28 | Ivan Capelli         | Ferrari              | 60     | Rodou           | 8    |        |
| Ret     | 2  | Gerhard Berger       | McLaren-Honda        | 32     | Câmbio          | 5    |        |
| Ret     | 11 | Mika Häkkinen        | Lotus-Ford           | 30     | Câmbio          | 14   |        |
| Ret     | 27 | Jean Alesi           | Ferrari              | 28     | Câmbio          | 4    |        |
| Ret     | 33 | Mauricio Gugelmin    | Jordan-Yamaha        | 18     | Câmbio          | 13   |        |
| Ret     | 12 | Johnny Herbert       | Lotus-Ford           | 17     | Rodou           | 9    |        |
| Ret     | 34 | Roberto Moreno       | Andrea Moda-Judd     | 11     | Motor           | 26   |        |
| Ret     | 4  | Andrea de Cesaris    | Tyrrell-Ilmor        | 9      | Câmbio          | 10   |        |
| Ret     | 15 | Gabriele Tarquini    | Fondmetal-Ford       | 9      | Motor           | 25   |        |
| Ret     | 32 | Stefano Modena       | Jordan-Yamaha        | 6      | Rodou           | 21   |        |
| Ret     | 3  | Olivier Grouillard   | Tyrrell-Ilmor        | 4      | Transmissão     | 24   |        |
| Ret     | 16 | Karl Wendlinger      | March-Ilmor          | 1      | Câmbio          | 16   |        |
| Ret     | 24 | Gianni Morbidelli    | Minardi-Lamborghini  | 1      | Câmbio          | 12   |        |
| Ret     | 22 | Pierluigi Martini    | Dallara-Ferrari      | 0      | Rodou           | 18   |        |
| DNQ     | 7  | Eric van de Poele    | Brabham-Judd         |        |                 |      |        |
| DNQ     | 8  | Damon Hill           | Brabham-Judd         |        |                 |      |        |
| DNQ     | 14 | Andrea Chiesa        | Fondmetal-Ford       |        |                 |      |        |
| DNQ     | 17 | Paul Belmondo        | March-Ilmor          |        |                 |      |        |
| DNPQ    | 30 | Ukyo Katayama        | Venturi-Lamborghini  |        |                 |      |        |
| DNPQ    | 35 | Perry McCarthy       | Andrea Moda-Judd     |        |                 |      |        |
| Fontes: |    |                      |                      |        |                 |      |        |

## Tabela do campeonato após a corrida
| Pos.    | Piloto             | Pontos |
| ------- | ------------------ | ------ |
| 1       | Nigel Mansell      | 56     |
| 2       | Riccardo Patrese   | 28     |
| 3       | Michael Schumacher | 20     |
| 4       | Ayrton Senna       | 18     |
| 5       | Gerhard Berger     | 8      |
| Fontes: |                    |        |

| Pos.    | Construtor           | Pontos |
| ------- | -------------------- | ------ |
| 1       | Williams-Renault     | 84     |
| 2       | McLaren-Honda        | 26     |
| 3       | Benetton-Ford        | 25     |
| 4       | Ferrari              | 9      |
| 5       | Footwork-Mugen/Honda | 5      |
| Fontes: |                      |        |

- Nota: Somente as primeiras cinco posições estão listadas.